# Cuir na Bhoir

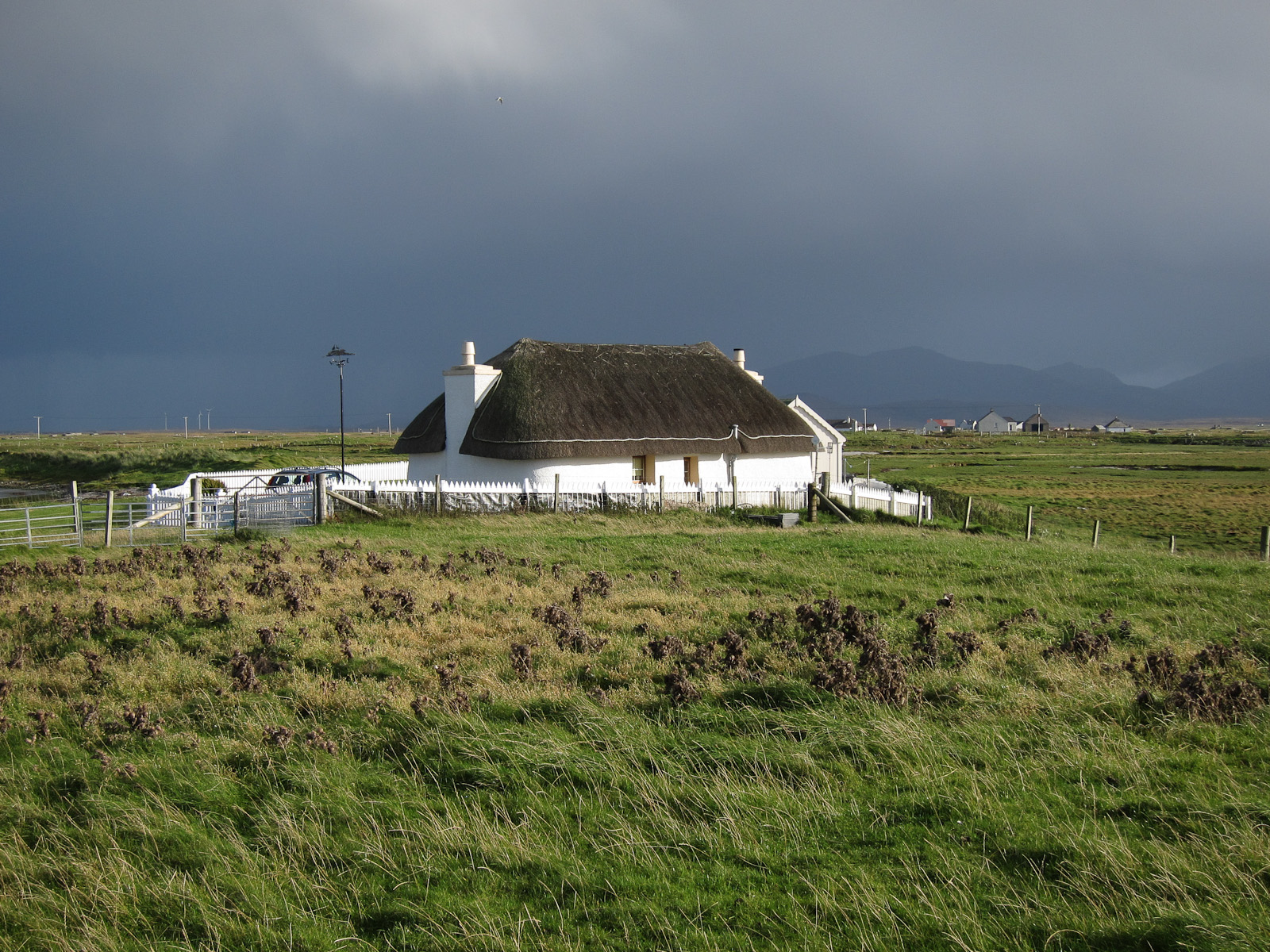
Cuir na Bhoir

Cuir na Bhoir ist ein Cottage auf der schottischen Hebrideninsel South Uist. 1980 wurde das Bauwerk in die schottischen Denkmallisten in der Kategorie B aufgenommen.

## Geschichte
Bis 1838 stand die Insel unter der Herrschaft des Clan Ranald. In diesem Jahr erwarb John Gordon of Cluny South Uist und vererbte die Insel innerhalb der Familie weiter. Zur Gewinnung von Weidefläche ließ dieser in den folgenden Jahrzehnten zahlreiche Inselbewohner vertreiben. Bei Cottages handelt es sich um typische Crofter-Behausungen, die auf den Hebriden und in den westlichen Highlands allgegenwärtig waren. Heute sind nur noch rund 200 historische Cottages erhalten, von denen 54 auf den Äußeren Hebriden zu finden sind. Cuir na Bhoir entstand vermutlich im Laufe des 19. Jahrhunderts. Nach 2004 wurde das Gebäude restauriert.

## Beschreibung
Cuir na Bhoir steht isoliert in der kleinen Streusiedlung Balgarva am South Ford an der Nordküste South Uists. Gegenüber liegt die unbewohnte Insel Gualan. Es handelt sich um ein kleines, eingeschossiges Cottage im inseltypischen Stil. Zum Schutz vor der Witterung sind die Gebäudekanten gerundet ausgeführt. Seine ostexponierte Hauptfassade ist drei Achsen weit. Zwei Fenster umgeben die zentrale Eingangstür. Das Mauerwerk von Cuir na Bhoir besteht aus Feldstein. Das abschließende Walmdach ist mit Strandhafer eingedeckt, der mit einem Drahtnetz und beschwerenden Steinen fixiert ist. Vor beiden Walmen erheben sich traufständige Kamine.